# 스타니스와프 마체크
스타니스와프 브와디스와프 마체크(폴란드어: Stanisław Władysław Maczek, 1892년 3월 31일 ~ 1994년 12월 11일)는 제2차 세계 대전에서 연합군의 오버로드 작전 기간 중 폴란드의 기갑 사단을 이끈 폴란드 전차장이다. 제1차 세계 대전, 폴란드-우크라이나 전쟁, 폴란드-소비에트 전쟁 등 폴란드 근현대의 전쟁에서 활약한 베테랑이었다. 1939년 폴란드 침공 당시 그는 유일하게 폴란드에서 기갑군을 보유하고 있었던 사령관으로, 요르다누프 전투에서는 수적 열세에도 불구하고 498대의 적 전차 중 50대를 격파하는 혁혁한 전공을 세웠다. 그는 1942년부터 1945년까지 폴란드 제1기갑사단과 서부 제1군단을 이끌었다.

## 가족
스타니스와프 마체크는 1892년 3월 31일 리비우 교외의 마을에서 태어났다. 그 지역은 오스트리아-헝가리 제국의 갈리시아 지방에 속해 있는 지역이었다. 그의 아버지는 드로호비치에서 은퇴한 후 공공 회의실을 연 변호사였다. 가장 가까운 친척은 크로아티아인이었다. 그는 크로아티아 정치인인 블라드코 마체크의 사촌이었다.

## 교육
1910년 드로호비치의 문법 학교를 졸업한 이후, 그는 언어와 문학과 같은 폴란드 문헌학을 공부하고 있던 리비우 대학교의 철학 강좌에 참여했다. 그의 강사들 중에는 빌헬름 브루츠나르스키, 요제프 칼렌바흐와 같은 폴란드 문헌학의 대가들도 포함되어 있었다. 그는 떠힌 카지미예츠 츠와르도프스키의 수업에도 참석했다. 그의 공부 기간 동안 그는 소총수 연합 의회 기구에 들어갔고 이곳에 기초적인 군사 훈련을 받았다. 1차 세계 대전이 터지자 그는 유제프 피우수트스키 휘하의 폴란드 지역군에 참여하기를 희망했다. 그러나 그는 오스트리아-헝가리 제국군에 들어가게 되었다.

## 제1차 세계 대전과 이후
짧은 장교 훈련을 받은 후, 마체크는 이탈리아 전선에 참여하게 되었다. 초기에 티롤주의 부사관으로 있던 그는 1916년 소위로 진급했고, 1918년에는 대위로 진급하게 되었다. 오스트리아 헝가리 제국의 산악여단 중 유일한 폴란드 여단 사령관으로써, 마체크는 산악전에서 경험을 쌓게 되었고, 그는 이것이 후일 경력에 도움이 되는 것을 깨달았다. 그는 1918년 11월 11일, 독일의 항복 소식을 듣고 그의 여단을 해산시키고 새로 탄생한 폴란드로 귀국했다. 3일 후 그는 크로스노에 도착하여 폴란드군에 합류한다. 크로스노 여단의 사령관으로 배정받은 마체크는 서우크라이나 인민 공화국 병력에 대항해 제한적인 공세를 감행해 그의 고향에 대한 포위를 완화시키려고 했다. 그러나 불충분한 지원으로, 초기의 성공에도 불구하고 폴란드군의 공세는 효력을 잃었고, 폴란드-우크라이나 전쟁은 참호전으로 그 양상이 뒤바뀌었다.
1919년 4월, 마체크는 그의 부대를 철수시키고 '날아다니는' 부대(lotna kompania)의 창설자 겸 사령관이 되었다. 이것은 제1차 대전 당시 독일의 스텀바타리오네를 본딴 것으로, 마체크의 계획에 따라 창설된 것이며 대부분의 부대가 기계화부대였고, 기관총으로 잘 무장되었다. 부대의 대부분은 크로스노 여단의 잘 훈련된 병력 대부분으로 형성되었고, 당시 부대의 전투 가치는 폴란드군의 평균 이상이었다. 이에 따라 이 부대는 방어선에 나타난 구멍을 제거하는 소방수 역할로 복무했을뿐만 아니라 폴란드 봄 공세에서 주도적인 역할을 맡기도 했다. 이 부대는 전쟁에서 드로호비치, 스타니스와프, 그리고 서우크라이나의 수도 스트리와 같은 치열한 전장에 참여했다.
폴란드-우크라이나 전쟁 이후, 마체크는 1919년 6월 1일 중장 계급을 승인했다. 이후 그는 폴란드 제2군의 부관으로 지냈다. 부관 직의 지루함으로 인해 마체크는 그의 상관들에게 그에게 전선 부대의 사령관 직을 달라고 부탁했다. 그의 소원은 폴란드-소비에트 전쟁이 발발한 이후에야 충족될 수 있었다. 이 시기는 제2군이 세묜 부됸니의 제1기병군과의 초기 충돌에서 큰 패배를 입었을 때였다. 야로스와프에서 마체크는 새로운 '날아다니는' 소총대대를 창설했고, 새로운 군인들과 집없는 울란들이 이 대대의 대부분을 차지했다. 불충분한 훈련에도 불구하고 부대는 전선으로 이동했고, 마체크는 다시 한 번 "소방수"로서 활동했다. 그는 그의 부대가 필요한 곳으로 재빠르게 부대를 보냈다. 모스티 비엘키에에서 후퇴한 폴란드군의 병력을 그의 부대가 메꿨다. 그 부대는 자모츠크 근처의 바제츠에서 공격을 펼쳤고 세묜 부됸니의 진격하는 코자크 부대의 위협에 대해 전략적인 반격을 가해 코마로프 전투에서 승리를 거두기도 했다. 전쟁 후, 마체크의 여단은 그의 이름을 땄지만 리가 조약의 서명 후 곧 부대는 해산되었다.

## 전간기
마체크는 리비우 대학교에서의 공부를 재개하지 않기로 결심하고, 군에 남기로 결정했다. 1921년부터 1923년까지 그는 리비우에 본부를 둔 폴란드 제26보병여단을 휘하로 둔 보병 대대를 지휘했고, 이후 1923년 8월 1일 그는 중령으로 진급한 후 바르샤바의 고등사관학교로 보내졌다. 그는 다음 해 그곳을 졸업한 후 리비우에 위치한 폴란드 정보부 역사관의 수장으로 1927년까지 복무했다. 폴란드 제76보병여단의 부사령관이 된 지역인 그로드노로 마체크는 이동했다. 1929년 임무를 끝마친 후, 그는 그로드노에 본부를 둔 폴란드 제81보병여단을 이끌며 그 직위를 1934년까지 유지했다. 그 시간 동안 1931년 1월 1일, 그는 대령으로 진급했다. 1935년 그는 제7보병사단의 사단장이 되었다. 하지만, 그는 실질적으로 전 사단의 부사령관이었다. 1938년 10월 그는 날아다니는 부대의 경험을 그의 상관들로부터 인정 받았으며, 그는 폴란드군 최초로 전 부대가 기계화편성을 이룬 폴란드 제10기계화기병여단의 사령관직을 부여받았다.

## 같이 보기
- 폴란드 제1기갑사단
- 폴란드 서부군
- 폴란드-소비에트 전쟁
- 팔레즈 포위전